# ميناء الواصلية
ميناء الواصلية هو ميناء عراقي في الصَوب الغربي من شط العرب في منطقة الواصلية في ناحية السيبة في قضاء أبي الخصيب في محافظة البصرة جنوب العراق في منطقة حدود نهرية مُقابلة للصَوب الشرقي من شط العرب حيث مقاطعة عبادان بإيران، افتتح سنة 1919 م ، وانتعش خلال فترة الخمسينات والستينات ثم أغلق بعد نشوب معركة القادسية الثانية بين العراق وإيران سنة 1980، وما زال منذئذٍ مغلقاً، وفي سنة 2018 بدأ تجديده وفي 22 تشرين الثاني سنة 2024 ذُكرَ أن أعمال تجديد الميناء قد أنجزت كاملة، ووافقت الدوائر الأمنية عليه، خُطّطَ للميناء أن يكون بين العراق وإيران تجري المراكب بينه وبين ميناء المحمرة وميناء عبادان الذي مقدار الملاحة 7 دقائق بينه وبين الواصلية. وأن يخصص قسم منه لاستقبال الزيارة الأربعينية بالعراق، وقسم آخر لاستقبال السلع التجارية. تخفيفاً لمنفذ الشلامجة الحدودي الذي هو المنفذ الوحيد من محافظة البصرة إلى إيران. وسعياً إلى توفير ألف فرصة عمل.
مساحته 21 دونماً عراقياً، فيه رصيفان، أحدهما للمسافرين طوله خمسون متراً، والآخر للبضائع طولها 75 متراً، عمقه بين 7 و9 أمتار، فيكون ملائماً للسفن المتوسطة والصغيرة، وفيه مركز كمرك ودائرة جوازات، فصار بذلك منفذاً حدودياً.
```
قال ماجد البريكان في إن الميناء كان "منذ تأسيسه عبارة عن مرفأ يُستخدم لتقديم الخدمات الملاحية إلى السفن التي تقصد ميناء عبادان، وبعد توقيع 
اتفاقية الجزائر
 عام 1975 التي تم بموجبها تقاسم "شط العرب" بين العراق وإيران خسر الميناء الصغير معظم أهميته الملاحية وانحسر نشاطه وتقلص عدد العاملين فيه، ومع بداية الحرب بين البلدين (1980-1988) انهالت عليه الصواريخ والقذائف وحولته إلى أثرٍ بعد عين".
[
1
]
```